# 인터내셔널 리미티드
인터내셔널 리미티드(영어: International Limited)는 미국 일리노이주 시카고 유니언 역에서 캐나다 온타리오주 토론토 유니언 역까지 운행되는 지역열차이다.

## 역사 및 현황
이 열차는 캐나다 내셔널 철도와 그랜드 트렁크 웨스턴 철도에서 운행 했다가 1971년에 폐지되었다. 1982년에 다시 신설되면서 암트랙과 VIA 철도와 공동으로 운행했다. 1997년 기준으로 125,126명의 승객이 이 노선을 이용했다가 이용객이 계속해서 감소 되면서 2004년에 폐지되었다. 폐지 이후 블루워터(영어: Blue Water)로 다시 변경이 되었다.

## 사진

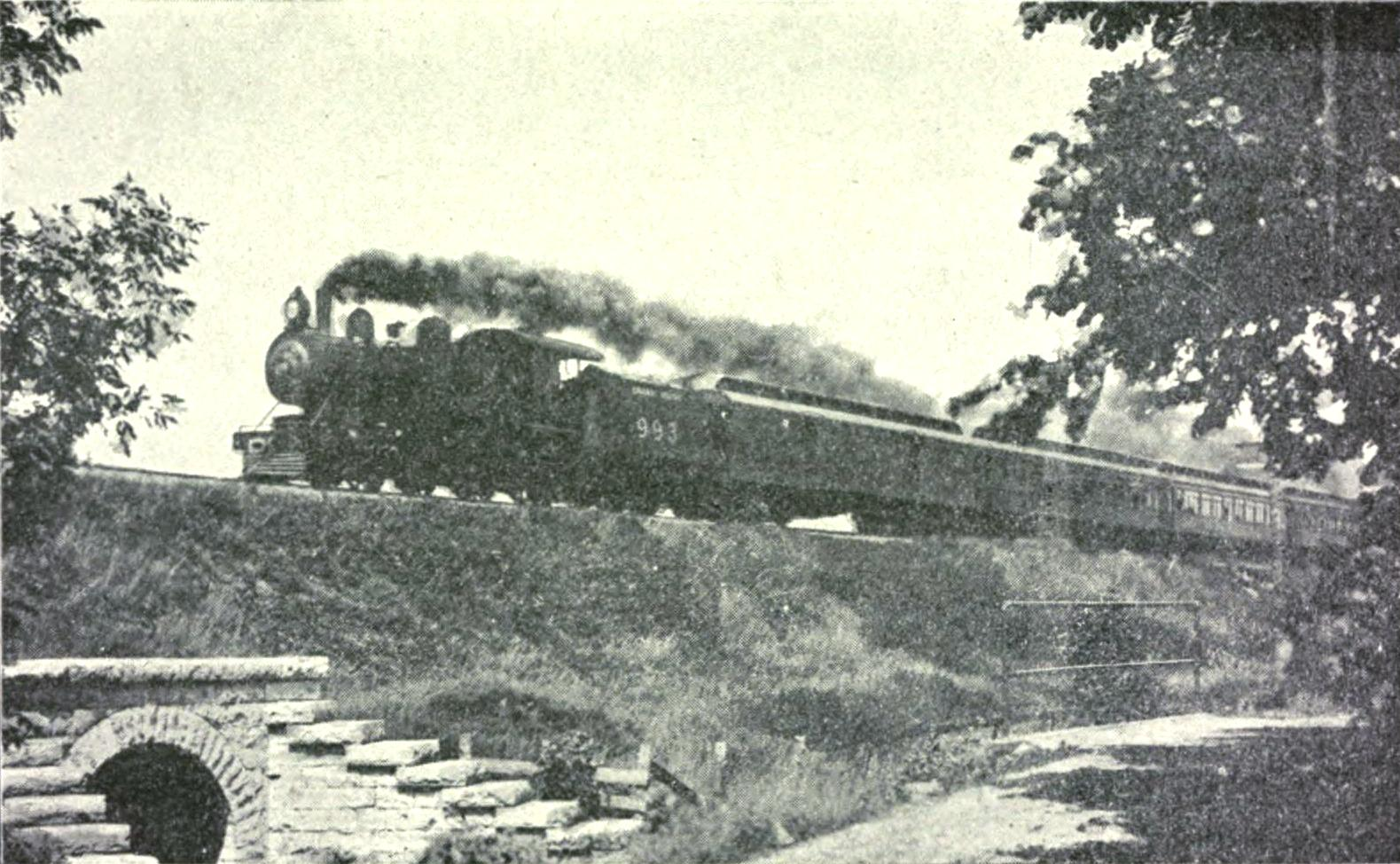
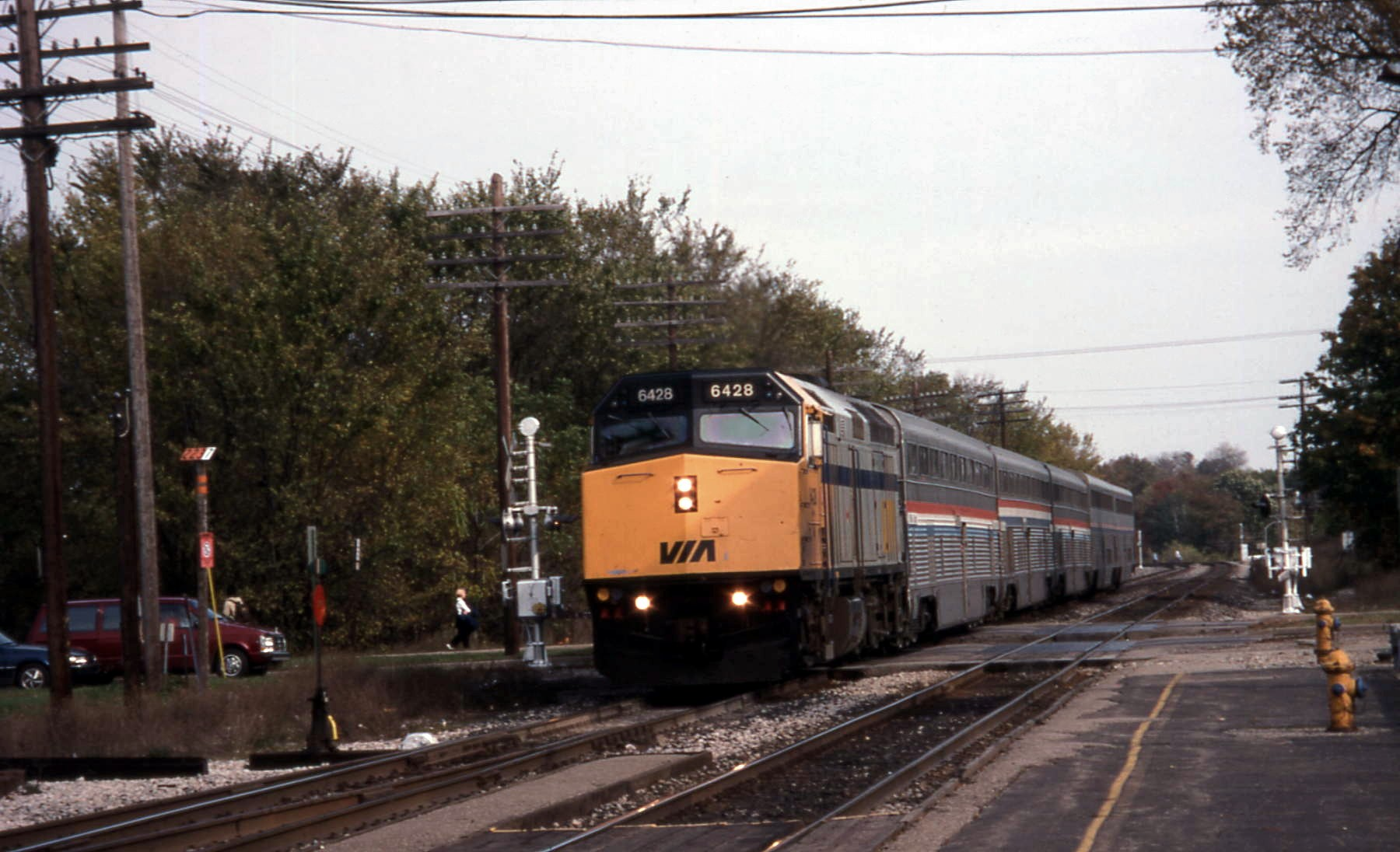